# Parasoziale Interaktion
Parasoziale Interaktion (PSI) bezeichnet in der Medienpsychologie eine Art einseitiger Interaktion, bei der Zuschauer oder Zuhörer eine intime Parasoziale Beziehung (PSB) zu einem Medienakteur wie einem Fernsehmoderator, Influencer, Schauspieler, Star, einer virtuellen Figur, einem Tamagotchi oder einem Chatbot aufbauen.
Als Phänomen sind einseitige intime Beziehungen auf Distanz im Prinzip auch ohne audiovisuelle Massenmedien möglich: sowohl die Rezeption von Literatur, das Gebet als auch das innere Gespräch mit Verstorbenen können in einem weiteren Sinn als parasoziale Beziehungen interpretiert werden.

## Das Konzept von Horton und Wohl
Das Konzept wurde 1956 von den US-amerikanischen Psychologen Donald Horton und R. Richard Wohl entwickelt. In einem Schlüsselaufsatz übertrugen sie das Konzept der sozialen Interaktion auf die Massenmedien, insbesondere das Fernsehen. Eine der wichtigsten Eigenschaften der Massenmedien sei, so die These von Horton und Wohl, die Erzeugung einer Illusion von intimen „face-to-face“ Beziehungen zwischen Zuschauern und Darstellern. Grundannahme ist dabei, dass sich sowohl der Medienakteur als auch der Rezipient ähnlich wie in einer Face-to-Face-Situation verhalten: Die Medienperson bietet dem Rezipienten durch direkte Ansprache und ein auf ihn gerichtetes Verhalten die Illusion des persönlichen Kontaktes, als Simulakrum eines Gesprächs von Geben und Nehmen. Der Rezipient kann auf dieses Kommunikationsangebot eingehen, indem er sich von der rein beobachtenden Position löst und aktiv auf das Angebot der Medienperson reagiert.
Die entscheidende Differenz parasozialer Interaktionen zu face-to-face Interaktionen ist nach Horton und Wohl das Fehlen der tatsächlichen Gegenseitigkeit der Beziehung. Darüber hinaus sind noch folgende Aspekte ihrer Theorie hervorzuheben:
- Parasoziale Interaktion ist zu unterscheiden von Identifikation. Identifikation im Sinne einer Übernahme der fremden Position ist innerhalb der parasozialen Interaktion zwar nicht ausgeschlossen, aber als Phänomen reduziert.
- Die Theorie der parasozialen Interaktion ist ein Beitrag zu einer interaktionistischen Fernsehtheorie. Sie geht davon aus, dass durch (imaginäre) Interaktionen von Zuschauer und Medienperson mit der Zeit ein Beziehungsgefüge aufgebaut wird. Ihr Gegenstand ist demnach nicht das bloße Vorliegen von Bindungen einzelner Zuschauer an Stars, entscheidend sind vielmehr die Herstellung, Weiterentwicklung und Aufrechterhaltung sowie die spezifischen Eigenschaften solcher Beziehungen.

- Parasoziale Beziehungen sind ein durch die Struktur der Medien angelegtes Phänomen und keine pathologische Nutzungsform der Medien. Die Möglichkeit der Nutzung von parasozialen Beziehungen als Ersatz für soziale impliziert nicht, dass diese Nutzungsform der Regelfall wäre.

Als Beispiel für parasoziale Beziehungen kann die langlaufende deutsche Fernsehserie Lindenstraße dienen, die von 1985 bis 2020 ausgestrahlt wurde und eine treue Fangemeinde aufgebaut hatte. Die Zuschauer hatten über Jahre hinweg die Geschichten und das Leben der Charaktere verfolgt, was zu starken parasozialen Beziehungen führte. Als die Serie endete, erlebten viele Fans Trauer und Verlustgefühle, ähnlich wie beim Verlust einer realen Beziehung. Das Ende der Serie bedeutete nicht nur das Ende einer Unterhaltungsquelle, sondern auch das Ende der regelmäßigen „Besuche“ bei diesen fiktiven Freunden und Bekannten.

## Rezeption und Weiterentwicklung des Konzepts von Horton und Wohl
Eine exakte Bestimmung des Verhältnisses von parasozialer und face-to-face Interaktion bei Horton und Wohl ist schwierig, da sie die wahrnehmungsbezogenen Aspekte von parasozialen Erfahrungen nicht näher ausführten.
Da auch die Medienperson ihr Auftreten der (erwarteten) Reaktion des Zuschauers anpasst, wird der Rezipient umso aktiver am medialen Geschehen teilnehmen, je stärker er diese anpassende Veränderung des Verhaltens der Medienperson wahrnimmt. Wenn die Zuschauer die Gedanken eines TV-Darstellers lesen, können sie schnell den Eindruck gewinnen, dass der Darsteller sie wahrnimmt und ihnen Aufmerksamkeit schenkt. Auf der Grundlage von gegenseitigen Erwartungen können sich so, trotz des Fehlens von Reziprozität, längerfristige emotionale Bindungen entwickeln, die in die alltägliche Lebenswelt integriert werden. Serielle Formate fördern das Zustandekommen von parasozialer Interaktion und Beziehung durch die regelmäßig wiederkehrende Möglichkeit der Nutzung und Zuwendung. Voraussetzung für das Zustandekommen dieser emotionalen Beziehungen ist eine Übereinstimmung der Wertvorstellungen zwischen dem realen Interaktionspartner (dem Fernsehzuschauer) und der medialen Figur.
Das Anfang der 1960er Jahre in der Mediennutzungsforschung entwickelte Modell der „Uses and Gratifications“ untersucht die aktive Rolle der Rezipienten. Innerhalb dieser Theorie erscheinen die parasozialen Interaktionen und Beziehungen als eine mögliche „Gratifikation“ und als „functional alternative“ für face-to-face Interaktionen.
Das Konzept der parasozialen Interaktion weist eine große Nähe zum symbolischen Interaktionismus und den Ideen von Erving Goffman auf. Der US-amerikanische Soziologe James R. Beniger sieht 1987 im Konzept von Horton und Wohl eine Übertragung der Ideen von George Herbert Mead auf die Massenmedien.
Eine 2023 in der Schweiz durchgeführte Studie kam zu dem Schluss, dass in alltäglichen Betrachtungssituationen parasoziale Interaktionen mit Medienpersonen zunehmen, je ähnlicher die Extraversion und die wahrgenommenen Big-Five-Eigenschaften waren.

## Parasoziale Interaktionen in digitalen Welten
Ende der 1960er Jahre hatte Joseph Weizenbaum mit seinem Computerprogramm ELIZA gezeigt, dass bereits die Simulation einer Therapiesitzung mit einem textbasierten digitalen Dialogsystem zu einer parasozialen Beziehung führen kann.
Mit dem „Digital Lifestyle“ und dem massenmedialen Ausbau virtueller Welten im World Wide Web, Bloggern, YouTubern, Influencern und Followern hat das Konzept der parasozialen Interaktion erneut eine große Aufmerksamkeit erhalten. Abseits der traditionellen Massenmedien Fernsehen und Radio stehen seit den 2000er Jahren primär soziale Medien im Fokus der PSI-Forschung. Auf Onlineplattformen wie TikTok, Instagram, Youtube oder Twitch erreichen reale, fiktive und virtuelle Persönlichkeiten ein großes Publikum. Unternehmen und Influencer haben mit dem Influencer-Marketing parasoziale Beziehungen als Geschäftsmodell entdeckt. Der Spendenskandal um die italienische Influencerin Chiara Ferragni könne eine Gelegenheit sein, "ein fehlerhaftes Modell hinter sich zu lassen, das keine Werte kennt, auf Lüge und parasozialer Interaktion sowie dem auf das ganze Leben ausgeweiteten Reality-TV-Prinzip beruht."
Im Unterschied zur passiven, filmischen oder beim Lesen erzeugten Immersion erlaubt die virtuelle Realität eine Interaktion mit der virtuellen Umgebung, wodurch eine wesentlich höhere Intensität der Immersion erreicht werden kann. Interaktionen mit virtuellen Medienfiguren und generativen KI-Chatbots wie Replika, Character.ai, Nomi.AI und CHAI können sehr starke Gefühle auslösen und sich zunehmend wie echte soziale Beziehungen anfühlen. Die Beziehung verschiebt sich von bloßer Beobachtung zu gefühlter Reziprozität, obwohl diese letztlich simuliert ist.
Seit den frühen 2000er Jahren ist die Forschung zur parasozialen Interaktion im Marketing stark angestiegen. Nach einem anfänglichen Fokus auf traditionelle Medienbeziehungen hat sich die Forschung zu einem umfassenden Forschungsfeld entwickelt, das digitale Plattformen, KI-Interaktionen und komplexes Konsumentenverhalten im Kontext von Prominenten-Endorsements, Branding, Livestreaming und Chatbots umfasst.
Festzuhalten ist, dass parasoziale Interaktionen und Beziehungen mit reponsiven  künstlichen Intelligenzen vielschichtiger, riskanter und komplizierter werden. KI-Chatbots werden im Influencer-Marketing, insbesondere im Community Management, große Chancen eingeräumt.

## Bewertung von parasozialen Beziehungen
Parasoziale „Beziehungspartner“ wie etwa Prominente, Moderatoren, Influencer oder Chatbots bieten Unterhaltung und Orientierung und können eine Quelle der Inspiration sein. Die emotionale Bindung kann auch das Gefühl von Zugehörigkeit und Gemeinschaft stärken, insbesondere in Online-Communities, wo Fans sich austauschen. Zudem können sie als eine Form von emotionaler Unterstützung dienen, indem sie das Gefühl geben, verstanden zu werden. Sie können auch dabei helfen, soziale Fähigkeiten zu entwickeln, indem man beobachtet, wie die Personen in den Medien interagieren. Regelmäßige Fernsehsendungen können Struktur im Alltag bieten, was besonders bei älteren Menschen oder Personen, die allein leben, hilfreich sein kann.
Ein Risiko von parasozialen Beziehungen ist, dass sie zu intensiv werden und echte zwischenmenschliche Beziehungen ersetzen. Dies kann zu Einsamkeit und sozialer Isolation führen. Manchmal entsteht auch eine unrealistische Erwartungshaltung, weil die parasoziale Beziehung idealisiert wurde. Enttäuschung und Stress können entstehen, wenn die reale Person hinter der Medienperson die Erwartungen nicht erfüllt.
Aufgrund ihrer Einseitigkeit bringen parasoziale Beziehungen für den Rezipienten keine Verpflichtungen mit sich.